# Tief.Tiefer
Tief.Tiefer è il nono album in studio del gruppo death/folk metal Die Apokalyptischen Reiter. Il secondo CD contiene re-registrazioni acustiche di vecchi brani.

## Tracce
Tief
1. Freiheit, Gleichheit, Brüderlichkei – 3:28
2. Wir – 3:13
3. Wo es dich gibt – 4:01
4. Was bleibt bin ich – 3:50
5. Ein leichtes Mädchen – 3:59
6. Ein Vöglein – 2:06
7. Es wird Nacht – 4:02
8. Die Wahrheit – 3:17
9. 2 Teufel – 3:46
10. Die Welt ist tief – 3:33
11. So fern – 3:09

Tiefer
1. Die Zeit (Acoustic version) – 3:54
2. Der Weg (Acoustic version) – 4:21
3. Friede sei mit dir (Acoustic version) – 3:00
4. Flieg, mein Herz (Acoustic version) – 3:19
5. Das Paradies (Acoustic version) – 4:38
6. Die Leidenschaft (Acoustic version) – 3:48
7. Auf die Liebe (Acoustic version) – 3:14
8. Der Wahnsinn (Acoustic version) – 4:52
9. Terra Nola (Acoustic version) – 5:49

## Formazione
- Fuchs - voce, chitarra
- Ady - chitarra elettrica
- Volk-Man - basso elettrico
- Sir G. - batteria
- Dr. Pest - tastiere